# Soroti
Soroti är en stad i östra Uganda och har cirka 60 000 invånare. Staden tjänar som administrativ och kommersiell huvudort för distriktet Soroti och är belägen i närheten av Kyogasjön. Ett av Sorotis landmärken är en betydande klippformation mitt i staden. Soroti är också känd för det breda spektrum av religioner som finns representerade i området (pingstvänner, katoliker, muslimer, hinduer med flera).

## Administrativ indelning
Soroti är indelad i tre administrativa divisioner:
- Eastern
- Northern
- Western

## Transporter
Soroti har ett flertal vägar varav många dock är i mycket dåligt skick och i behov av underhåll. I Soroti finns en flygplats med en av Ugandas längsta asfalterade landningsbanor.

## Utbildning
Soroti Secondary School är en statlig gymnasieskola. Skolan samarbetar sedan fem år tillbaka[när?] med Leksands gymnasium i Leksand, ett samarbete som innebär att elever från Leksand som studerar samhällsprogrammet, årskurs tre, har möjlighet att göra sitt projektarbete i Uganda under två veckors tid. Elever och lärare från Soroti gör också regelbundna besök i Leksand.